# Lunamoto
Os lunamotos ou lunomotos são movimentos sísmicos lunares que foram descobertos pelos astronautas da Apollo. Os maiores lunamotos são muito mais fracos do que os maiores terremotos, embora seu tremor possa durar até uma hora, devido à falta de atenuação para diminuir as vibrações sísmicas.
Informações sobre lunamotos vem de sismógrafos colocados na Lua de 1969 a 1972.  Os instrumentos colocados pelas missões Apollo 12, 14, 15 e 16 funcionaram perfeitamente até serem desligados em 1977.

## Tipos
Existem pelo menos quatro tipos diferentes de lunamotos:
- lunamotos profundos (~ 700 km abaixo da superfície, provavelmente de origem das marés);[3][4][5]

- vibrações de impacto meteorito;

- lunomotos térmicos (a crosta lunar se expande quando a luz do sol retorna após as duas semanas da noite lunar);[6]

- lunamotos rasos (50-220 quilômetros abaixo da superfície).[7]

Os três primeiros tipos de lunamotos mencionados acima tendem a ser leves;  no entanto, os lunamotos superficiais podem registrar até m B = 5,5 na escala de magnitude da onda do corpo. Entre 1972 e 1977, 28 lunamotos rasos foram observados. Os terremotos profundos tendem a ocorrer em fragmentos isolados em escala de quilômetros, às vezes chamados de ninhos ou aglomerados.